# 舍普瓦
舍普瓦（法語：Chepoix，法語發音：[ʃəpwa]）是法国瓦兹省的一个市镇，属于克莱蒙区。

## 地理
舍普瓦（49°36'19"N, 2°22'53"E）面积8.86 平方千米，位于法国上法蘭西大區瓦兹省，该省份为法国北部内陆省份，北起索姆省，西接厄尔省和滨海塞纳省，南至塞纳-马恩省和瓦兹河谷省，东临埃纳省。
与舍普瓦接壤的市镇（或旧市镇、城区）包括：昂索维莱、巴库埃勒、博瓦尔、邦维莱尔、拉埃雷勒、勒梅尼勒圣菲尔曼、莫里-蒙克吕、普兰维尔、塞雷维莱尔、塔尔蒂尼。

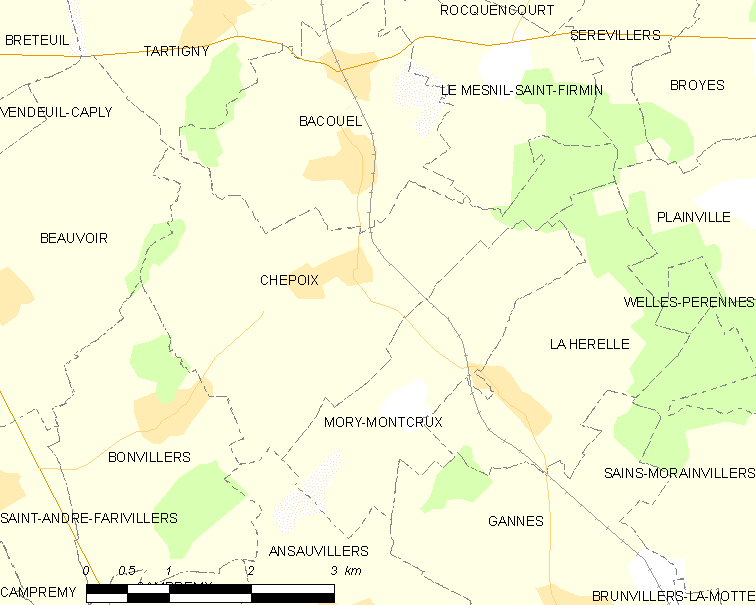
舍普瓦的OSM定位图

舍普瓦的时区为UTC+01:00、UTC+02:00（夏令时）。

## 行政
舍普瓦的邮政编码为60120，INSEE市镇编码为60146。

## 政治
舍普瓦所属的省级选区为圣瑞斯特昂绍塞县。

## 人口

1962-2008年间舍普瓦人口变化图示

舍普瓦于2022年1月1日时的人口数量为457人。